# Coll del Pal (Prats de Molló)
El Coll del Pal és un coll de muntanya dels Pirineus situat a 2.320,5 m alt que uneix les comarques del Ripollès i el Vallespir, entre els termes municipal de Setcases i comunal de Prats de Molló i la Presta.
És a la zona sud-oest del terme de Prats de Molló i la Presta, al nord-est del de Setcases. És a ponent del Pic de Costabona, a migdia del Bac de Costabona.

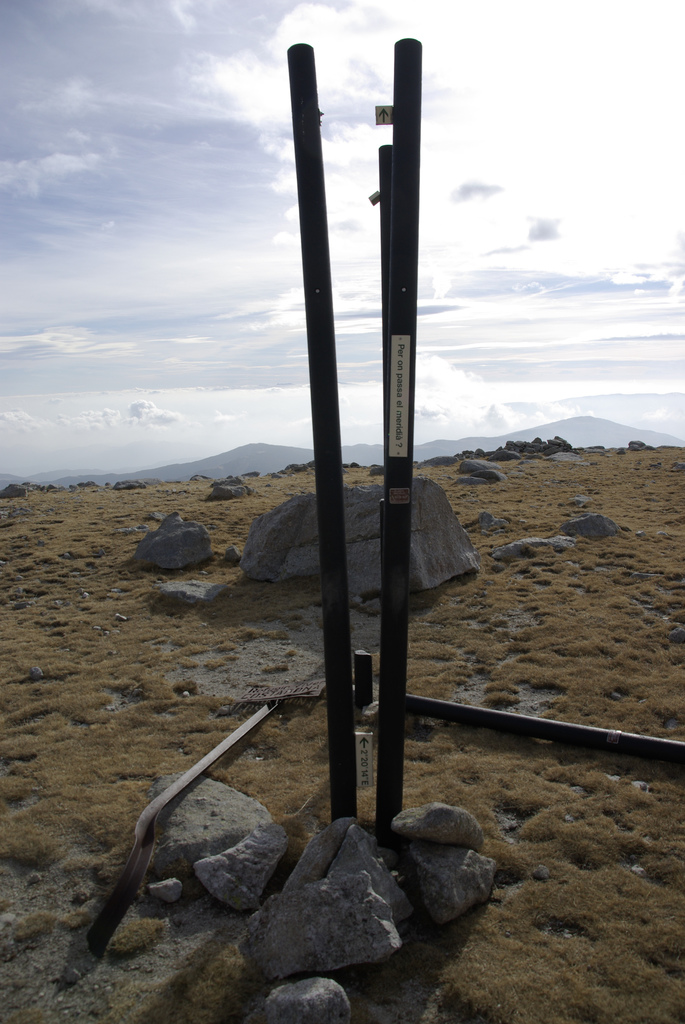
Enginy que recorda el Meridià Verd a Coll del Pal

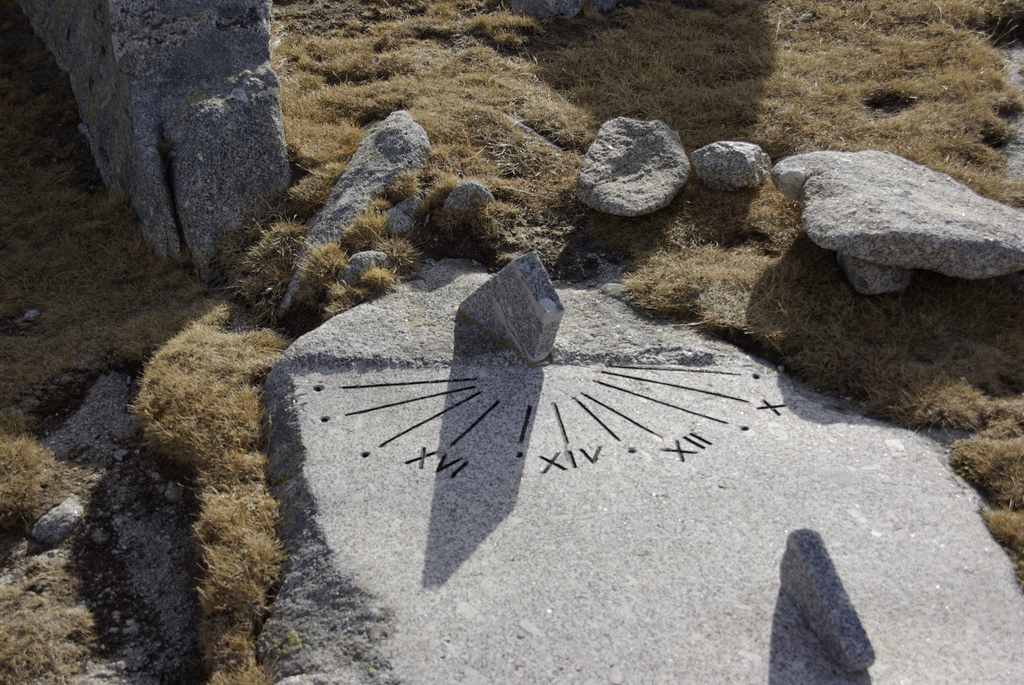
Rellotge de sol prop del Coll del Pal

En aquesta collada hi ha un curiós giny astronòmic que marca el pas del Meridià verd i que a les 12 del migdia, hora solar, permet de comprovar l'encaix de l'ombra que genera amb unes fites. El monumental aparell té un regle amb la mesura d'un metre, en record dels astrònoms Méchain i Delambre. Una mica més endavant, i camí del Costabona, es pot veure un bloc geodèsic de pedra i un rètol que indica que ens trobem dins la Reserva Natural de Prats de Molló - la Presta i tot seguit un rellotge de sol i una roca esculpida que recorden, novament, el pas pel Meridià verd.
Són diverses les rutes de senderisme que passen per Roca Colom, pel camí del Canigó.
Al Coll del Pal hi ha la fita fronterera número 513 entre els estats francès i espanyol. És una fita de base quadrada, grossa, capçada per una forma piramidal, amb el número de color negre damunt d'una marc blanc. En aquest cas no hi ha creu. És a la vora oest del coll.